# 塩竈神宮寺
塩竈神宮寺（しおがまじんぐうじ）は、中世日本の陸奥国宮城郡、現在の宮城県塩竈市か多賀城市にあった寺院である。古くは鹽竈神社の別当であったが、江戸時代には法蓮寺の子院になり、地蔵院と呼ばれた。

## 歴史
塩竈神宮寺が史料に初めて現れるのは、 永仁2年（1293年）である。この年に、僧の良弁が神宮寺を留守家政に譲り、神宮寺の支配は留守氏の手に渡った。以後、代々留守氏の一族を別当に迎え、神宮寺の管理権は家政から家明、家任へと渡った。中世には塩竈神宮寺が松島の五大堂も管理下においていた。鎌倉・室町時代の留守氏は、鹽竈神社の神人組織を自らの家臣に組み入れる一方で、神宮寺も自らの手にしていたのである。
この頃の塩竈神宮寺は天台宗であったらしい。寺の位置は、鹽竈神社の近くとみる説と、やや南西に離れた高崎（現在の多賀城市内）とみる説がある。
ところが、戦国末に鹽竈神社の別当の地位は真言宗の法蓮寺に奪われてしまった。法蓮寺を建てさせたのは留守氏と伝えられるので、これもまた留守氏の支配の一環とする説があるが、むしろ伊達氏の勢力伸張が背後にあるのではないかとする説もある。その後、塩竈神宮寺は、江戸時代に法蓮寺に包摂されて地蔵院という子院になった。